# Nine d'Urso
Nine d'Urso, née le 27 février 1994, est une mannequin et actrice française de cinéma et de télévision.
Elle est principalement connue pour être la fille du mannequin Inès de La Fressange ainsi que pour son rôle de George Sand dans la série télévisée La Rebelle : Les Aventures de la jeune George Sand.

## Biographie

### Jeunesse et formation
Nine Marie d'Urso naît le 27 février 1994, fille de la mannequin française Inès de La Fressange, ex-muse de Karl Lagerfeld et égérie de Chanel, et de l'homme d'affaires italien Luigi d'Urso,,,. Elle a une sœur, Violette, sa cadette de six ans,,. Son père décède d'une crise cardiaque quand elle a 12 ans.
Enfant, elle pose avec sa mère pour des couturiers et fait quelques shootings photos pour des magazines féminins. 
Nine d'Urso entre en hypokhâgne en septembre 2012 et suit trois années de classe préparatoire littéraire puis, en septembre 2015, elle se présente au concours de l'École normale supérieure, concours qu'elle réussit, en option théâtre, le théâtre, la littérature et la philosophie étant ses passions,,. 
Après avoir abandonné les bancs de Normale-Sup à l'école normale supérieure de Lyon,, elle suit une formation de théâtre à l'école nationale de théâtre de Lille d'où elle sort diplômée en 2021,,,.

### Carrière
En 2014, Nine d'Urso apparaît dans le film Le Paradis d'Alain Cavalier.
Après une éclipse de plusieurs années, elle fait ses débuts à la télévision en interprétant un petit rôle en 2021 dans la série télévisée Stalk de Simon Bouisson puis celui de Carmen en 2022 dans la comédie I Love America de Lisa Azuelos.
Mais sa véritable percée à la télévision date de 2024, année où elle joue un agent de sécurité dans la série Croisement Gaza - Bd St Germain de Jacques Ouaniche et, surtout, le rôle du mannequin de mode fétiche de Cristóbal Balenciaga dans la série biographique espagnole Cristóbal Balenciaga d'Aitor Arregi Galdos (en), Jon Garaño et Jose Mari Goenaga,,,.
Après le film Hors du temps d'Olivier Assayas, sorti en salles en 2024,, Nine d'Urso interprète en 2025 le rôle de George Sand dans la série télévisée La Rebelle : Les Aventures de la jeune George Sand de Rodolphe Tissot,,,, et joue également dans la saison 3 de la série The Head d'Àlex Pastor, David Pastor et David Troncoso.

### Vie privée
Nine d'Urso assume sans tabou sa bisexualité.

## Filmographie

### Cinéma
- 2014 : Le Paradis d'Alain Cavalier : la jeune fille[9]
- 2022 : I Love America de Lisa Azuelos : Carmen[11]
- 2023 : Le Successeur de Xavier Legrand : Sarah
- 2024 : Hors du temps d'Olivier Assayas : Morgane[9],[13],[8]

### Télévision

#### Séries télévisées
- 2021 : Stalk de Simon Bouisson (saison 2) : vendeuse[10]
- 2024 : Croisement Gaza Bd St-Germain de Jacques Ouaniche (mini-série) : agent de sécurité Ben Gourion[12]
- 2024 : Cristóbal Balenciaga d'Aitor Arregi, Jon Garaño et José Mari Goenaga (mini-série) : Colette[7],[13],[14]
- 2025 : La Rebelle : Les Aventures de la jeune George Sand de Rodolphe Tissot : Aurore Dupin / George Sand[1],[15],[16],[17],[18]
- 2025 : The Head d'Àlex Pastor, David Pastor et David Troncoso (saison 3)[13]

## Doublage

### Télévision
- 2022 : 50 nuances de Grecs de Jul (saison 3) : Io